# UNMIK
UNMIK, fork. for The United Nations Interim Administration Mission in Kosovo, er FN's midlertidige mission i Kosovo.
Missionen blev etableret i juni 1999 som følge af FN's sikkerhedsråds resolution nr. 1244. Siden december 2008 har missionen imidlertid været neddroslet som følge af etableringen af EU's mission på stedet, European Union Rule of Law Mission in Kosovo (EULEX).
Lederen for UNMIK er FN's specialudsending for Kosovo, Lamberto Zannier (siden 2008).